# Laughter Chilembe
Laughter Chilembe (25 novembre 1975) è un ex calciatore zambiano, di ruolo difensore.

## Caratteristiche tecniche
Era un terzino destro.

## Carriera

### Nazionale
Ha debuttato in Nazionale il 24 gennaio 1999, in Madagascar-Zambia (1-2). Ha messo a segno la sua prima rete con la maglia della Nazionale il 1º febbraio 2000, in Zambia-Senegal (2-2), siglando la rete del momentaneo 1-1 al minuto 52. Ha partecipato, con la Nazionale, alla Coppa d'Africa 2000 e alla Coppa d'Africa 2002. Ha collezionato in totale, con la maglia della Nazionale, 45 presenze e due reti.

## Palmarès

### Club

#### Competizioni nazionali
- Campionato zambiano di calcio: 2

Nchanga Rangers: 1998
Power Dynamos: 2011
- Premier Soccer League (Zimbabwe): 2

CAPS United: 2004, 2005
- Coppa dello Zambia: 3

Power Dynamos: 2009, 2011
NAPSA Stars: 2012
- Coppa dello Zimbabwe: 1

CAPS United: 2004